# Тобольский педагогический институт имени Д. И. Менделеева
Тобо́льский педагоги́ческий институ́т им. Д.И. Менделе́ева (до 30 августа 2014 года — Тобольская государственная социально-педагогическая академия им. Д.И. Менделеева, ТГСПА им. Д.И. Менделеева) — филиал федерального государственного автономного образовательного учреждения высшего образования «Тюменский государственный университет». Был основан в 1916 году как Тобольский учительский институт.
C 1969 года носит имя Дмитрия Ивановича Менделеева.
В настоящее время осуществляет образовательную деятельность по программам высшего, среднего профессионального и дополнительного образования.

## История становления и развития

### Учительский институт
В 1913 году вышло постановление правительства о создании Тобольского учительского института, третьего в Сибири после Иркутского и Томского. В институт принимали лиц мужского пола в возрасте от 18 до 35 лет, имеющих среднее образование и исповедующих православную веру, однако, предпочтение отдавалось тем, кто имел опыт работы в школе. Под строительство учебного корпуса городской думой был предложен земельный участок в Завальном предместье города, расположенный напротив казённых винных складов (ныне Биофабрика). Организационный период затянулся на три года, и только в июле 1916 года начался приём слушателей на первый курс. 6 ноября 1916 года состоялось официальное открытие нового учебного заведения, в котором началось обучение 45 слушателей естественно-географического, физико-математического и словесно-исторического отделений. Летом 1919 года состоялся первый выпуск: звание учителя по специальностям физика и математика получили восемь человек. 25 июля 1919 года из-за угрозы занятия губернского центра наступающими частями Красной Армии, распоряжением управляющего Тобольской губернии Василия Николаевича Пигнатти, материальные ценности и сотрудники Тобольского учительского института были эвакуированы в Томск, где действовал местный учительский институт.
27 июня 1939 года, благодаря постановлению Совета Народных Комиссаров РСФСР, Тобольский учительский институт возобновил свою деятельность по подготовке квалифицированных педагогов для школ Тобольского административного, Ханты-Мансийского и Ямало-Ненецкого национальных округов. 27 августа 1939 года состоялось зачисление слушателей на первый курс по специальностям: русский язык и литература, физика и математика, история и география. К занятиям в новый учебный корпус, сооружённый в конце 19 века для мужской классической гимназии, приступили 133 студента, в числе которых преобладали выходцы из малообеспеченных семей колхозников, рабочих и служащих. В июне 1941 года состоялся первый выпуск учителей средней школы в количестве 51 человека. Причиной большого отсева выпускников стала Великая Отечественная война.
В августе 1941 года в Тобольск был переведён Омский педагогический институт имени А.М. Горького, а осенью этого же года был эвакуирован Институт народов Севера из блокадного Ленинграда. Педагогический коллектив учительского института был пополнен известными учёными и педагогами из Москвы, Ленинграда и Омска, и уже в марте 1942 года в институте трудились 13 профессоров и доцентов, докторов и кандидатов наук. Виктор Владимирович Виноградов, советский лингвист-русист и литературовед, доктор филологических наук, возглавил кафедру русского языка и литературы; его научные труды служили ценными пособиями для преподавателей и студентов. В 1942 году, в силу крайней необходимости, были сокращены сроки обучения и произведены досрочные выпуски студентов старших курсов: 203 студента третьего и четвёртого курсов педагогического вуза и 136 студентов второго курса учительского института, всего школы области получили 339 молодых специалистов.

### Педагогический институт
В послевоенное время Отечественная школа начинала осуществлять долгосрочную программу всеобщего среднего образования детей и молодёжи, требуя специалистов высшей квалификации. Учительские институты, выполнившие свою образовательную функцию, были реорганизованы в средние, либо высшие профессионально-педагогические учебные заведения. 1 сентября 1954 года Тобольский учительский институт был преобразован в высшее педагогическое учебное заведение 3-й категории — Тобольский педагогический институт.
24 ноября 1969 года, учитывая многолетний и разносторонний вклад Тобольского государственного педагогического института в развитие культуры и народного образования города Тобольска и Западной Сибири, и в связи со 100-летием открытия Периодической системы Менделеева, Совет Министров РСФСР присвоил Тобольскому государственному педагогическому институту имя Дмитрия Ивановича Менделеева. В 1989 году в институте открывается аспирантура. Первая специальность в ней — «Теория и методика преподавания химии», научный руководитель — доктор химических наук, профессор А. А. Макареня.

### Социально-педагогическая академия
По результатам Мониторинга эффективности вузов 2012 года социально-педагогическая академия, как и другой крупный педагогический вуз Тюменской области — Ишимский государственный педагогический институт им. П.П.Ершова, были отнесены к группе неэффективных федеральных образовательных учреждений высшего профессионального образования. В соответствии с приказом Министерства образования и науки от 30 августа 2013 года № 1013 академия перестала быть самостоятельным вузом и является структурным подразделением (филиалом) Тюменского государственного университета.

### Филиал Тюменского государственного университета
13 июня 2017 года на онлайн-платформе Change.org была размещена петиция «Сохраните Тобольский педагогический институт им. Д.И. Менделеева!», адресатами которой стали президент Российской Федерации Владимир Путин, министр образования Российской Федерации Ольга Васильева и губернатор Тюменской области Владимир Якушев. Согласно тексту петиции Игорь Томилов, от имени выпускников, преподавателей и студентов вуза, отметил, что реорганизация в форме присоединения к ТюмГУ нанесла невосполнимый урон образованию, культуре и экономике региона. За три года оптимизаций три факультета — филологический, исторический и факультет иностранных языков были объединены в две кафедры, прекращён набор обучающихся в магистратуру и аспирантуру. Также автором был затронут вопрос об уничтожении материальной базы и массовых увольнениях квалифицированных педагогических кадров. Жители города и общественные деятели выразили свою обеспокоенность о возможной ликвидации института или превращении его в педучилище. Через несколько часов после размещения петиции представители общественности вместе с Томиловым были приглашены на встречу с директором института Натальей Фроловой. В ходе встречи руководитель вуза выразила заинтересованность в процветании института и конструктивном взаимодействии в решении вопросов, затронутых в петиции. Вызвавшая широкий резонанс в средствах массовой информации региона петиция за три дня сумела набрать 1 200 голосов. Валерий Фальков, ректор Тюменского государственного университета, приехал в Тобольск для обсуждения проблемных вопросов ключевыми сотрудниками вуза, а именно с деканами, заведующими кафедр, руководителями структурных подразделений, профессорами и доцентами. По итогам рабочего визита администрация университета пришла к выводу о том, что петиция не отражает мнения внутри коллектива, а сотрудники института в целом поддерживают политику руководства, за исключением некоторых аспектов, и понимают, что преобразования неизбежны. Позже на сайте Тобольского пединститута было опубликовано развёрнутое интервью директора Натальи Фроловой об инновациях и перспективах развития вуза.

## Инфраструктура

### Кафедры и отделение среднего профессионального образования
Сегодня в институте функционируют следующие кафедры и отделение среднего профессионального образования:
- Кафедра педагогического, психологического, и социального образования
- Кафедра филологического образования
- Кафедра истории, права, социально-экономических дисциплин и методик преподавания
- Кафедра естественнонаучных дисциплин и методик преподавания
- Отделение среднего профессионального образования

## Названия
Тобольский педагогический институт изменял свои официальные названия на:
- с 01.09.1934 — Тобольский учительский институт
- с 01.09.1954 — Тобольский государственный педагогический институт
- с 24.01.1969 — Тобольский государственный педагогический институт им. Д. И. Менделеева
- с 11.06.2002 — ГОУ ВПО «Тобольский государственный педагогический институт им. Д. И. Менделеева»
- с 28.12.2009 — ГОУ ВПО «Тобольская государственная социально-педагогическая академия им. Д. И. Менделеева»
- с 22.06.2011 — ФГБОУ ВПО «Тобольская государственная социально-педагогическая академия им. Д. И. Менделеева»
- с 15.09.2014 — ФГБОУ ВПО «Тюменский государственный университет» в г. Тобольск
- с 24.08.2015 — Тобольский педагогический институт им. Д. И. Менделеева (филиал) ФГБОУ ВО «Тюменский государственный университет»
- с 25.08.2016 — Тобольский педагогический институт им. Д. И. Менделеева (филиал) ФГАОУ ВО «Тюменский государственный университет»

## Руководители
Список руководителей Тобольского педагогического института с момента его основания. С 1916 по 2018 годы пост ректора (директора) занимали 16 человек.

### Директора ТУИ
1. 1916—1918: Валериан Константинович Соболев
2. 1918—1919: Аркадий Афиногенович Зырянов
3. 1939—1941: Иван Васильевич Зайцев
4. 1945—1951: Иван Александрович Александровский
5. 1951—1952: Борис Вячеславович Коновалов
6. 1952—1964: Павел Кузьмич Животиков[12][13]

### Ректоры ТГПИ и ТГСПА
1. 1964—1970: Виктор Михайлович Дерябин
2. 1970—1973: Фёдор Михайлович Дягилев
3. 1973—1977: Вячеслав Алексеевич Дашевский
4. 1977—1990: Юрий Михайлович Конев
5. 1990—1993: Анатолий Карпович Карпов
6. 1993—2001: Сергей Степанович Яковенко
7. 2001—2014: Сергей Викторович Слинкин

### Директора ТПИ
1. 2014—2016: Елена Анатольевна Короткова
2. 2016—2018: Наталья Владимировна Фролова
3. 2018—2022: Сергей Павлович Шилов
4. 2022 - 2023: Петр Михайлович Шитиков (и.о.)
5. 2023 - н.в.: Надежда Николаевна Еговцева

## Общественные организации
11 сентября 2017 года на базе института была создана Региональная общественная организация «Ассоциация выпускников Тобольского педагогического института им. Д.И. Менделеева», учредителями которой стали выпускники разных лет: руководители учебных заведений, предприятий, администрации города Тобольска и Тобольской городской думы. Президентом Ассоциации была избрана Ольга Алеева, председатель комитета по физической культуре и спорту. Основная миссия ассоциации заключается в объединении выпускников на основе профессионального общения и совместных интересов, поддержке традиций института, повышения его престижа в образовательной и научной среде Тюменской области и за её пределами.

## Известные выпускники
См. категорию Выпускники Тобольского педагогического института
За период свой деятельности Тобольский педагогический институт подготовил более 20 000 специалистов, которые в настоящее время составляют кадровую основу образовательных организаций Тюменской области: школы, учреждения начального и среднего профессионального образования, высшие учебные заведения.
- Барышников Николай Павлович — первый председатель Тюменской областной думы (1994—1998).
- Вартанян Арам Саркисович — проректор по воспитательной работе Югорского государственного университета.
- Девятков Николай Михайлович — директор Тобольского профессионального лицея (1994—2004).
- Замятина Ирина Павловна — директор департамента образования Администрации города Сургута (с августа 2019 по н.в.).
- Зольников Николай Петрович — председатель Тобольской городской Думы (2010—2015).
- Зубова Яна Степановна — первый заместитель Главы города Тобольска по социальным вопросам.
- Конев Юрий Михайлович — депутат Государственной Думы РФ третьего и четвёртого созывов.
- Останина Людмила Васильевна — директор Тобольского индустриального института.
- Попов Александр Владимирович — чемпион по биатлону на Зимних Олимпийских играх 1988 года.
- Редикульцев Виктор Фёдорович — глава Кондинского района (ХМАО).
- Силин Владислав Александрович —  заведующий городским отделом народного образования города Сургута (апрель—июнь 1968).
- Софронов Вячеслав Юрьевич — российский писатель, историк.
- Тереня Ольга Валерьевна — директор ГАУК ТО «ДНК «Строитель».
- Тунгусов Юрий Фёдорович — директор Тобольского педагогического колледжа.
- Устюгов Сергей Александрович — чемпион и призёр Чемпионата мира по лыжным видам спорта 2017 года.
- Филимонов Вадим Владимирович — мастер спорта международного класса по биатлону, чемпион и призёр Зимней Универсиады 2015 года.